# Авзалова Альфія Авзаловна
Авзалова Альфія Авзаловна (тат. Әлфия Афзал кызы Авзалова; 15 січня 1933 — 15 червня 2017) — радянська і російська татарська співачка. Заслужена артистка Татарської АРСР, Народна артистка Татарської АРСР, Заслужена артистка РРФСР, солістка Татарської філармонії, лауреат Державної премії Республіки Татарстан імені Габдулли Тукая, нагороджена орденом «За заслуги перед Республікою Татарстан»

## Біографія
Альфія Авзалова народилася в селі Актаниш, Актаниського району Республіки Татарстан. Рано стала сиротою: мама померла, коли Альфії було всього 5 років. Батько загинув під час радянсько-німецької війни. Альфію виховувала сестра мами.
У 1957 році вона стала солісткою Татарського державного ансамблю пісні і танцю, виконала складні твори С. Габяші, А. Ключарева, М. Музафарова, 3. Хабібулліна та багатьох інших композиторів. До її репертуару увійшли старовинні та сучасні народні пісні. Вокальної майстерності і нотної грамоти її навчала Раїса Каримовна Волкова, яка тоді працювала художнім керівником Татарської Державної філармонії імені Габдулла Тукая.
Через рік роботи в ансамблі Альфія Авзалова вступила до музичного училища, але через вісім місяців — зірвала голос. Відновивши голос, вона зайнялася самоосвітою і повернулася назад до ансамблю. Потім за рекомендацією художнього керівництва Татдержфілармонії Альфія Авзалова створила свою концертну групу, до якої увійшов акомпануючий естрадний інструментальний ансамбль «Казан утлари», що складається з органу, гітари, клавішних і синтезатора під керівництвом Каріма Габідулліна, а також танцювальний гурт.
Разом з цим ансамблем Альфія Авзалова гастролювала республіками Середньої Азії та Прибалтики, побувала в Москві, Ленінграді і в багатьох містах Радянського Союзу, виступала перед нафтовиками Татарстану і Башкортостану, перед будівельниками КАМАЗу, перед трудівниками села. За кожен виїзд, який міг тривати два-три місяці, вона могла дати більше 100 концертів.
Перший великий успіх співачка завоювала на виступі під час Декади татарського мистецтва і літератури у Москві в 1957 році.
Альфія Авзалова померла на 85-му році життя в Казані після важкої і тривалої хвороби.

## Творчість
Тембр голосу — альт повного діапазону. Співала чотирнадцятьма мовами світу.
Про співачку та її творчості татарською мовою був знятий документальний фільм «Моң патшабикәсе» («Цариця пісні»), показаний у 2010 році в Казані (Автор сценарію — Рабіт Батулла, письменник, драматург, заслужений діяч мистецтв Татарстану).

## Нагороди
- Заслужений артист Татарської АРСР (1962)
- Народний артист Татарської АРСР (1970)
- Два ордени Трудового Червоного Прапора (перший раз — в 1976)
- Заслужений артист РРФСР (1983)
- Лауреат Державної премії Республіки Татарстан їм. Г.Тукая (1992)
- Почесна грамота Радянського комітету захисту миру «За активну діяльність по зміцненню миру між народами» (1960)
- Почесний приз — «Легенда татарської естради» (2008)
- На Казанській алеї зірок закладена іменна зірка